# Camburzano

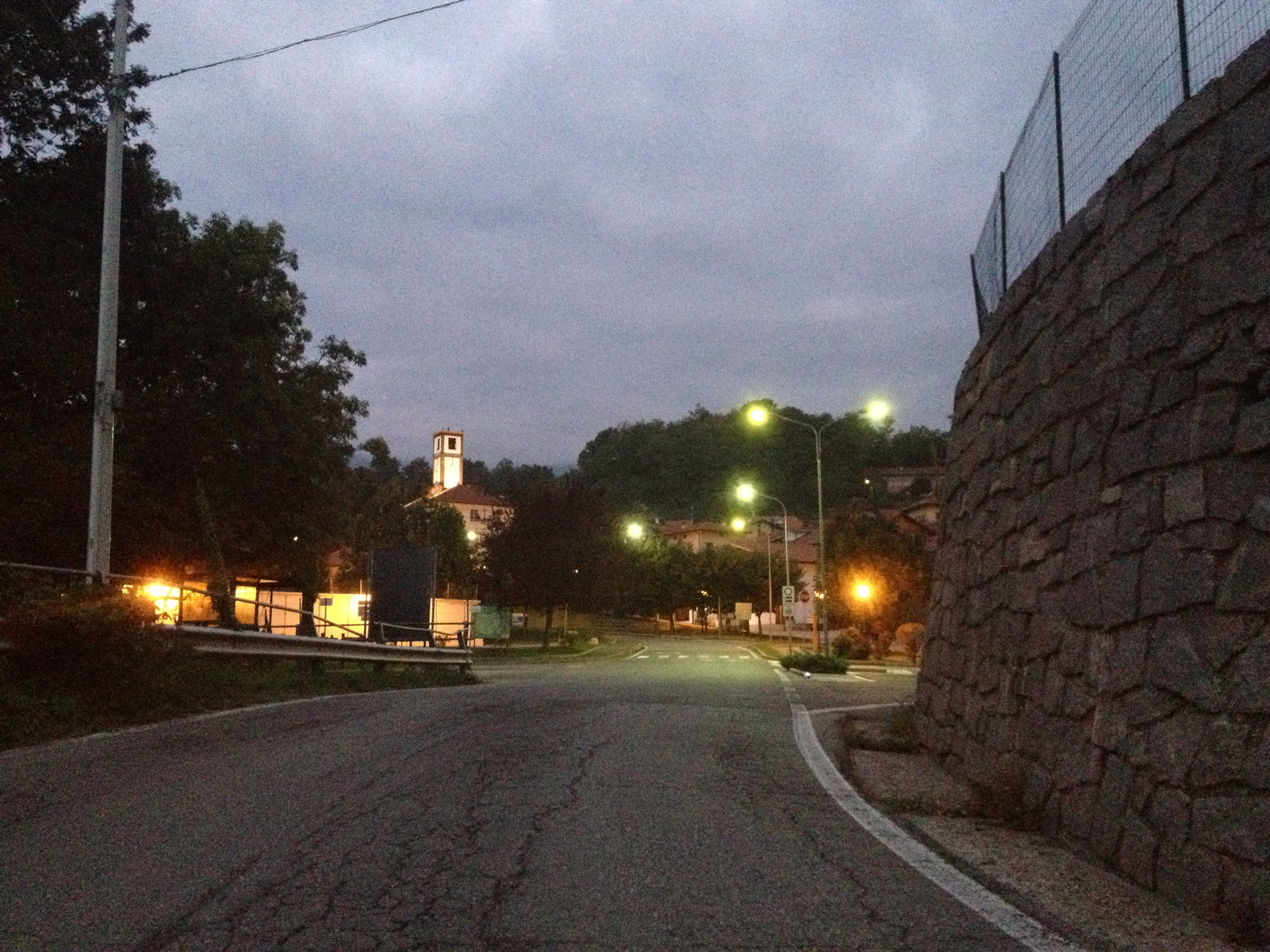
Panorama notturno

Camburzano (Cambruscian o Cambruzan in piemontese) è un comune italiano di 1 124 abitanti della provincia di Biella in Piemonte.

## Origini del nome
Camburzano, nome di cui origine vi sono diverse ipotesi, da Campus Burcianus, ossia campo del centurione romano Burcius, insediamento di tende per guarnigione e schiavi impegnati nella ricerca dell'oro nella vicina Bessa. Alcune fonti ipotizzano il nome derivante da Campo Sano ossia luogo in cui le coltivazioni godono di un'ottima terra fertile e di un clima ideale per diverse specie di frutti e ortaggi. Lo stemma del Paese è rappresentato da tre tende romane, quindi sembra che la prima ipotesi sia la più accreditata.

## Storia
Durante il Medioevo l'insediamento fece parte dei territori appartenenti ai vescovi di Vercelli. Nel 1165 il Vescovo Uguccione donò le terre a una famiglia nobile, gli Avogadro di Cerrione, due secoli circa più tardi, nel 1379, entrò a far parte dei possedimenti dei Savoia. Infeudata nel 1620 a Giovanni Aurelio Arborio di Gattinara passò, nel 1636, ai fratelli Dal Pozzo per essere infine ceduta, nel 1722 a Carlo Emanuele le Tettu.

### Simboli
Lo stemma del comune di Camburzano è stato concesso con decreto del presidente della Repubblica del 21 aprile 1999.

## Monumenti e luoghi d'interesse
- Torre: I resti della bella torre medievale, presa per diversi periodi a simbolo del Paese, oramai in condizioni fatiscenti: in origine era parte di un castello, distrutto nel 1400. Le immagini che seguono mostrano la torre alla stato attuale, ad ottobre 2013.

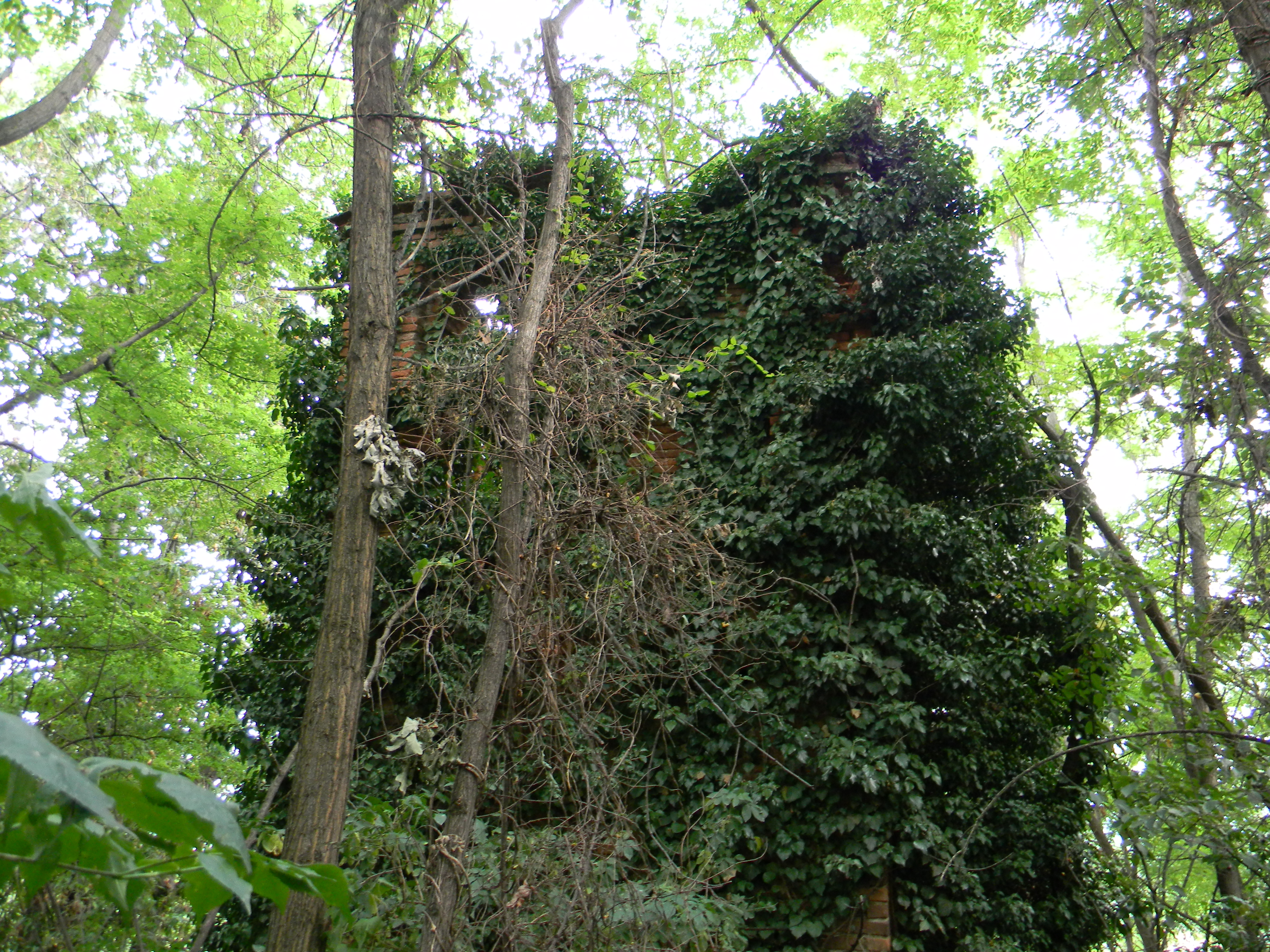
Veduta
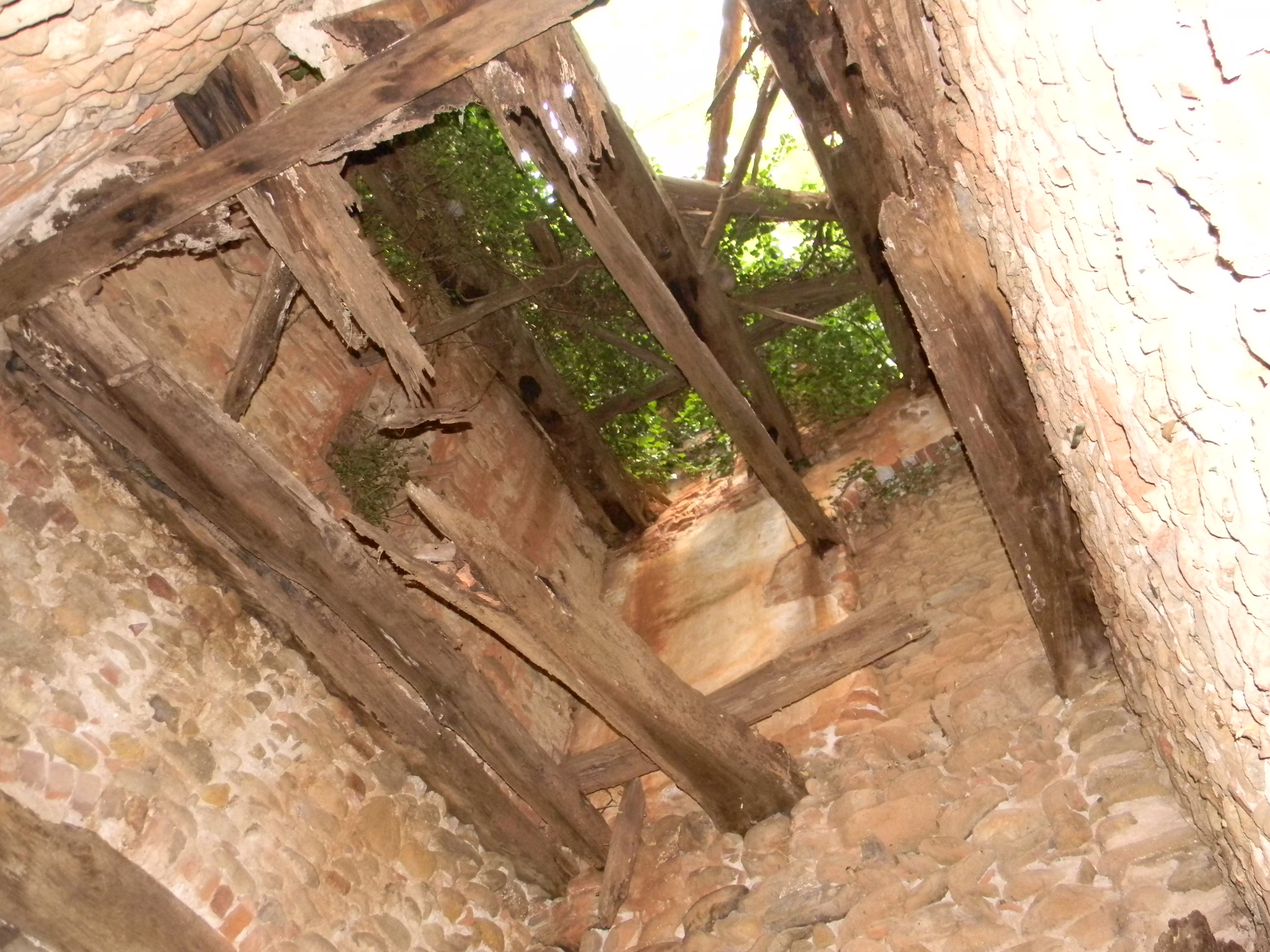
Interno
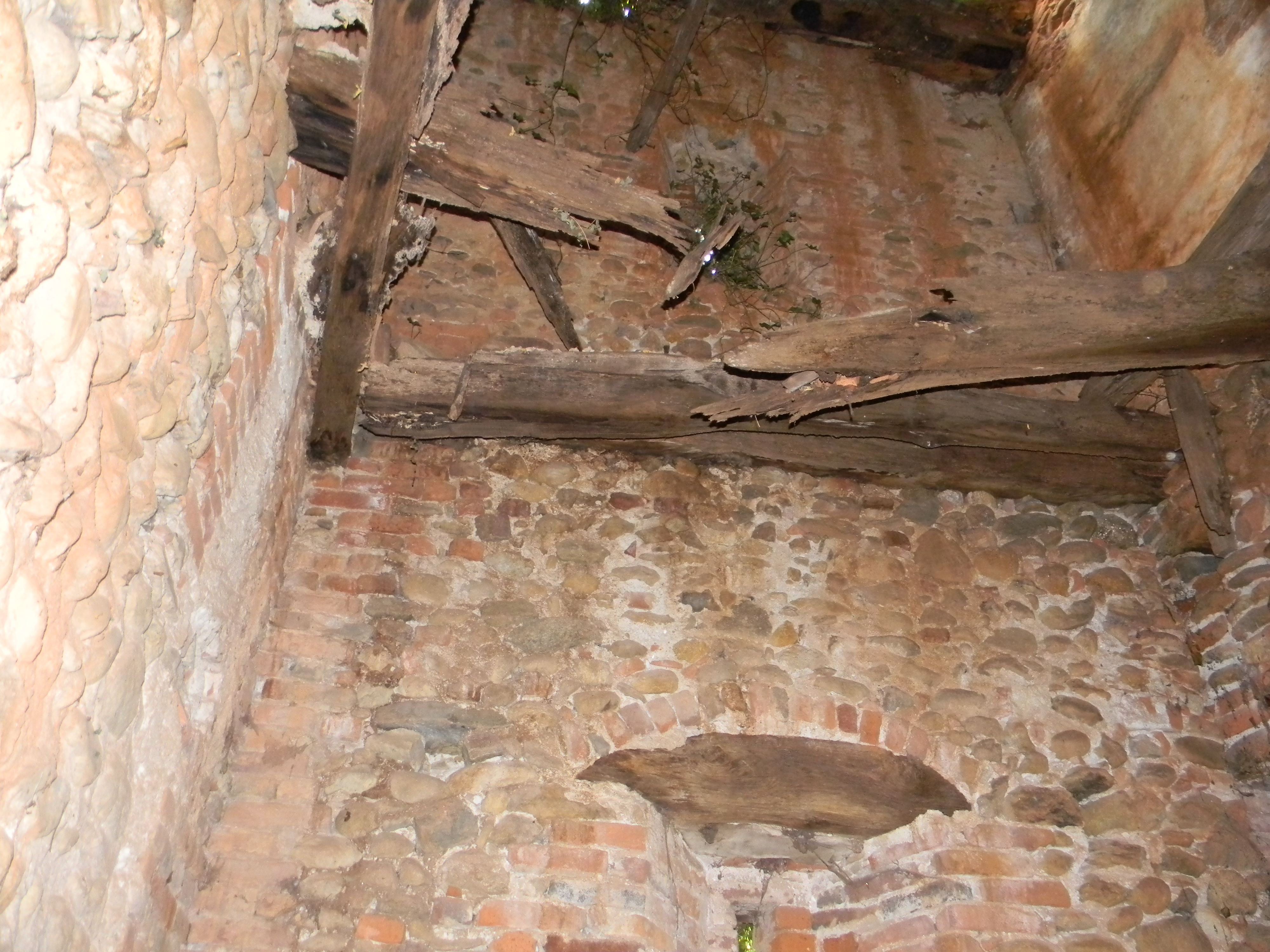
Interno

- Chiesa parrocchiale di San Martino: risalente al Duecento, essa ha subito nel corso dei secoli numerose aggiunte e rifacimenti. Impreziosita da pregevoli sculture lignee e arredi sacri del XVIII secolo, è affiancata all'esterno dalla torre campanaria del 1867.

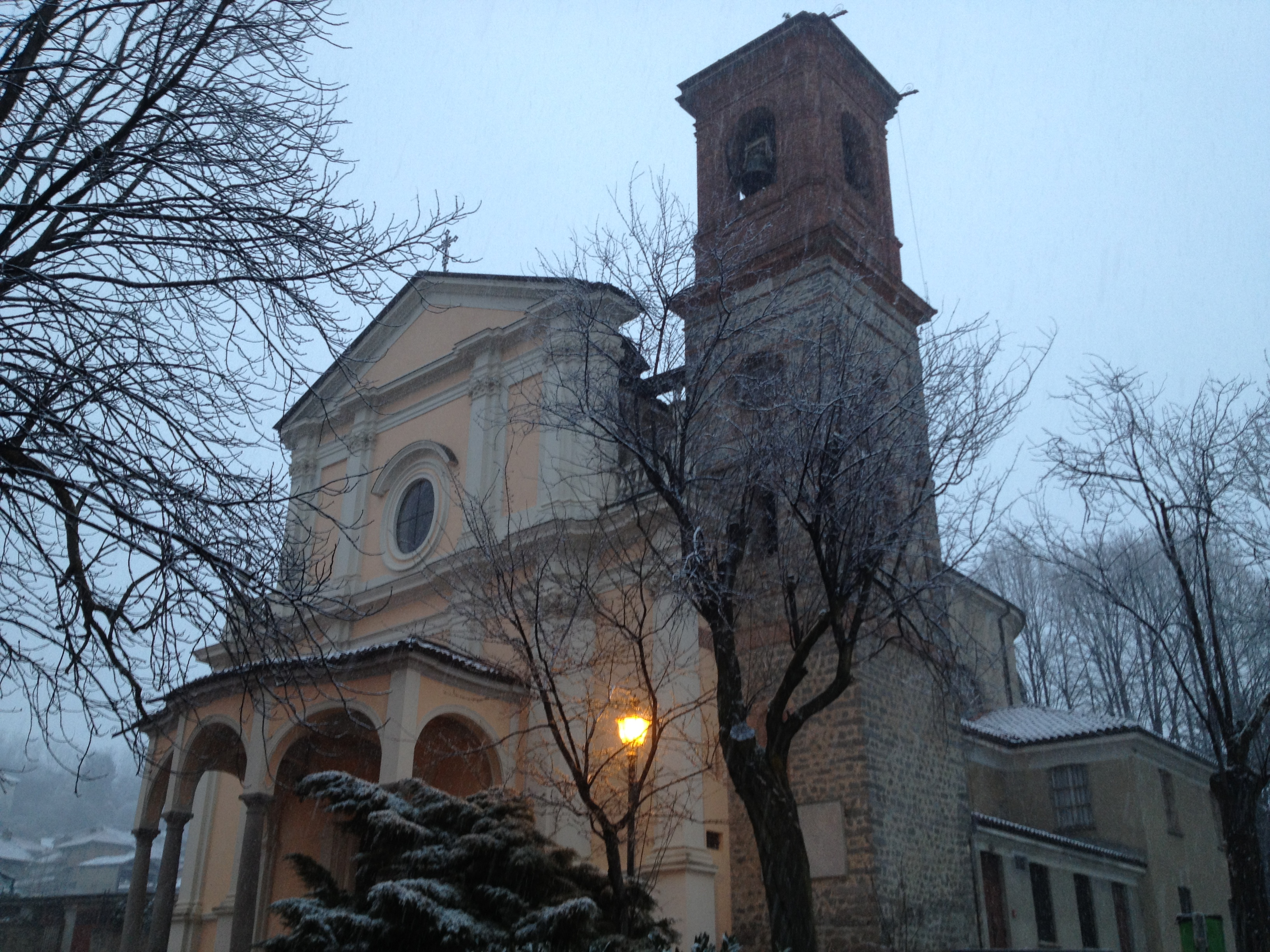
Chiesa parrocchiale di San Martino
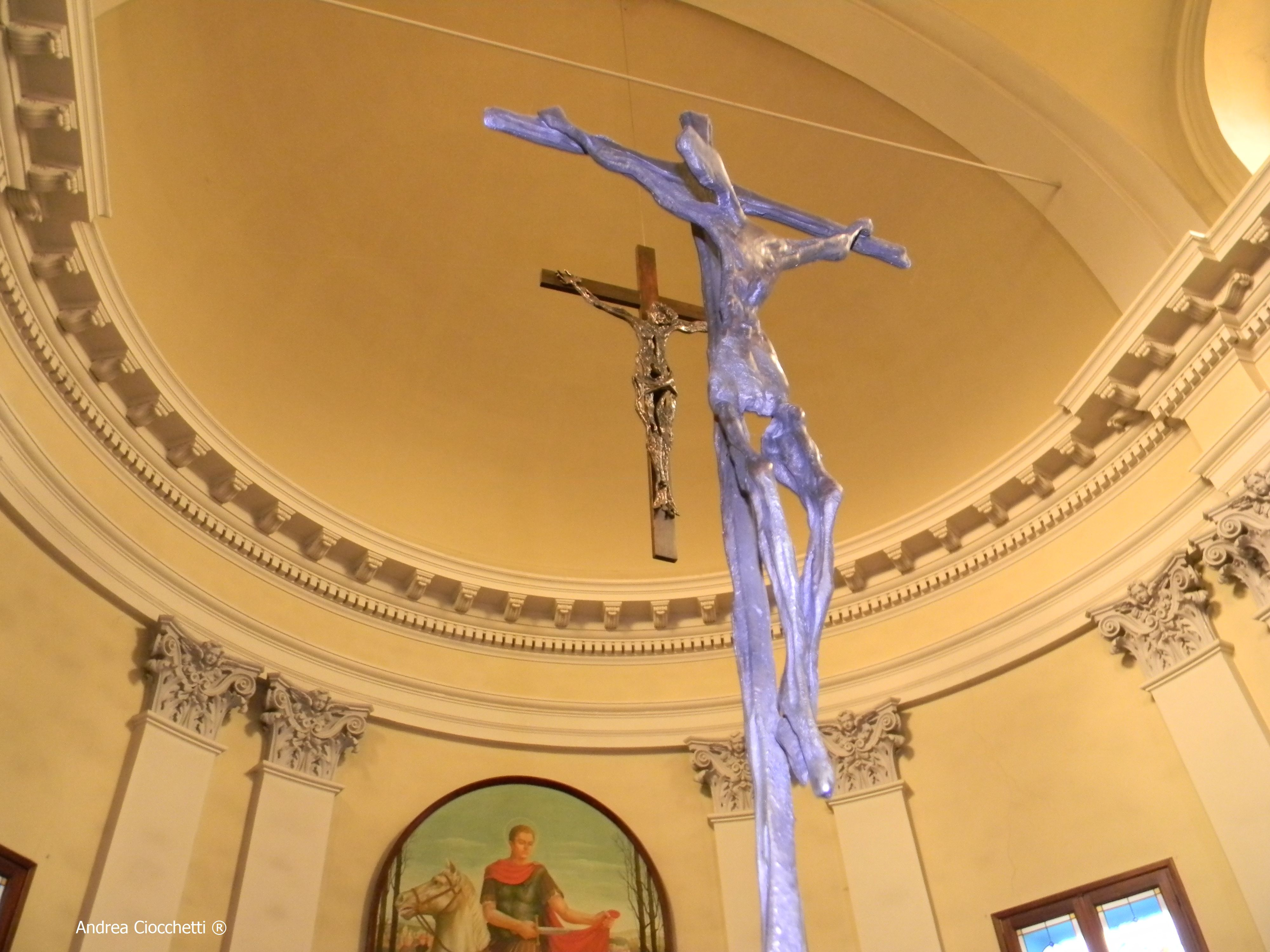
Interno, opere di Biancardi
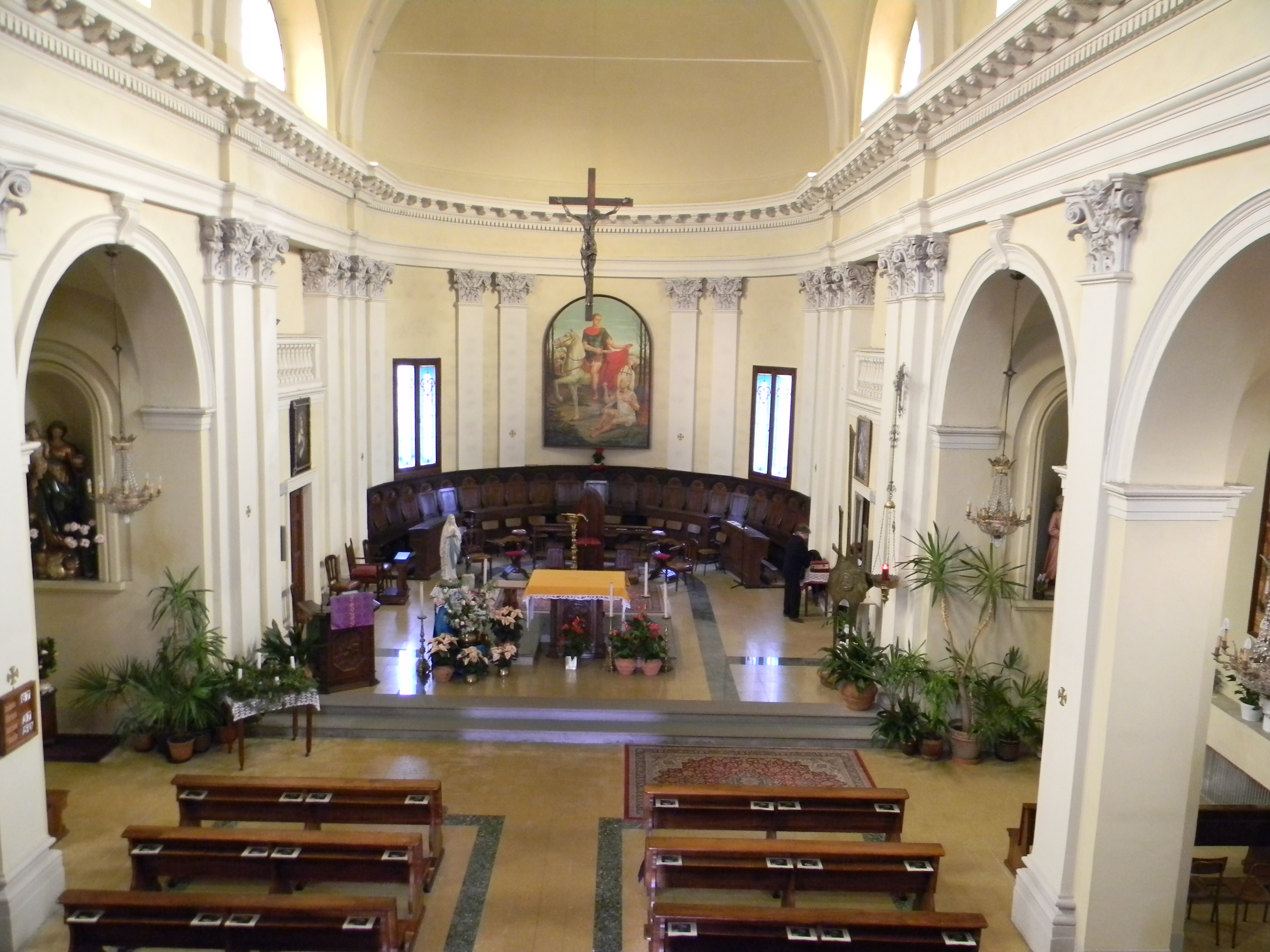
Interno

- Santuario della Madonna delle Grazie: risalente al XVII secolo e contenente una pregiata pittura parietale dello stesso periodo.

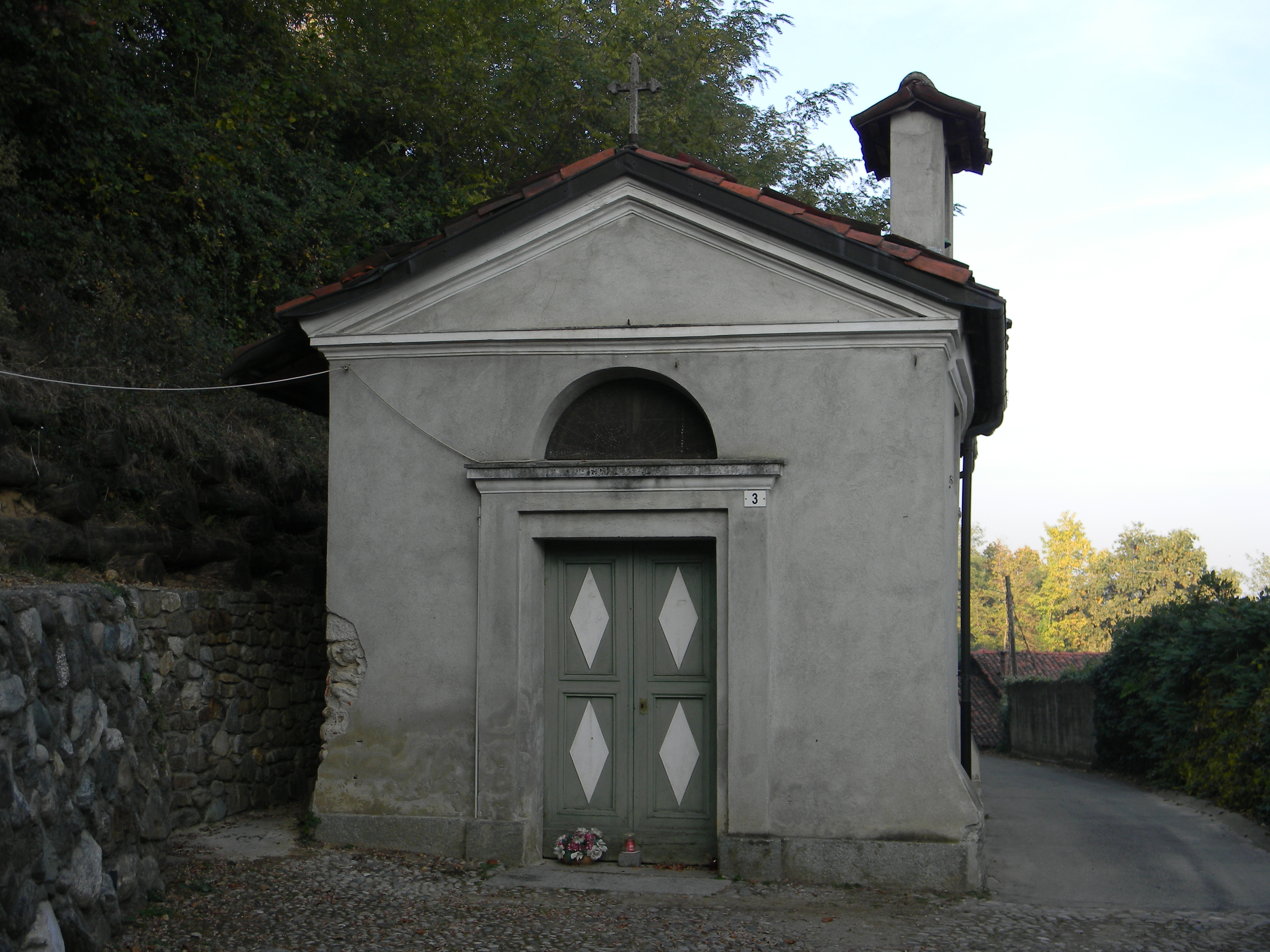
Santuario della Madonna delle Grazie
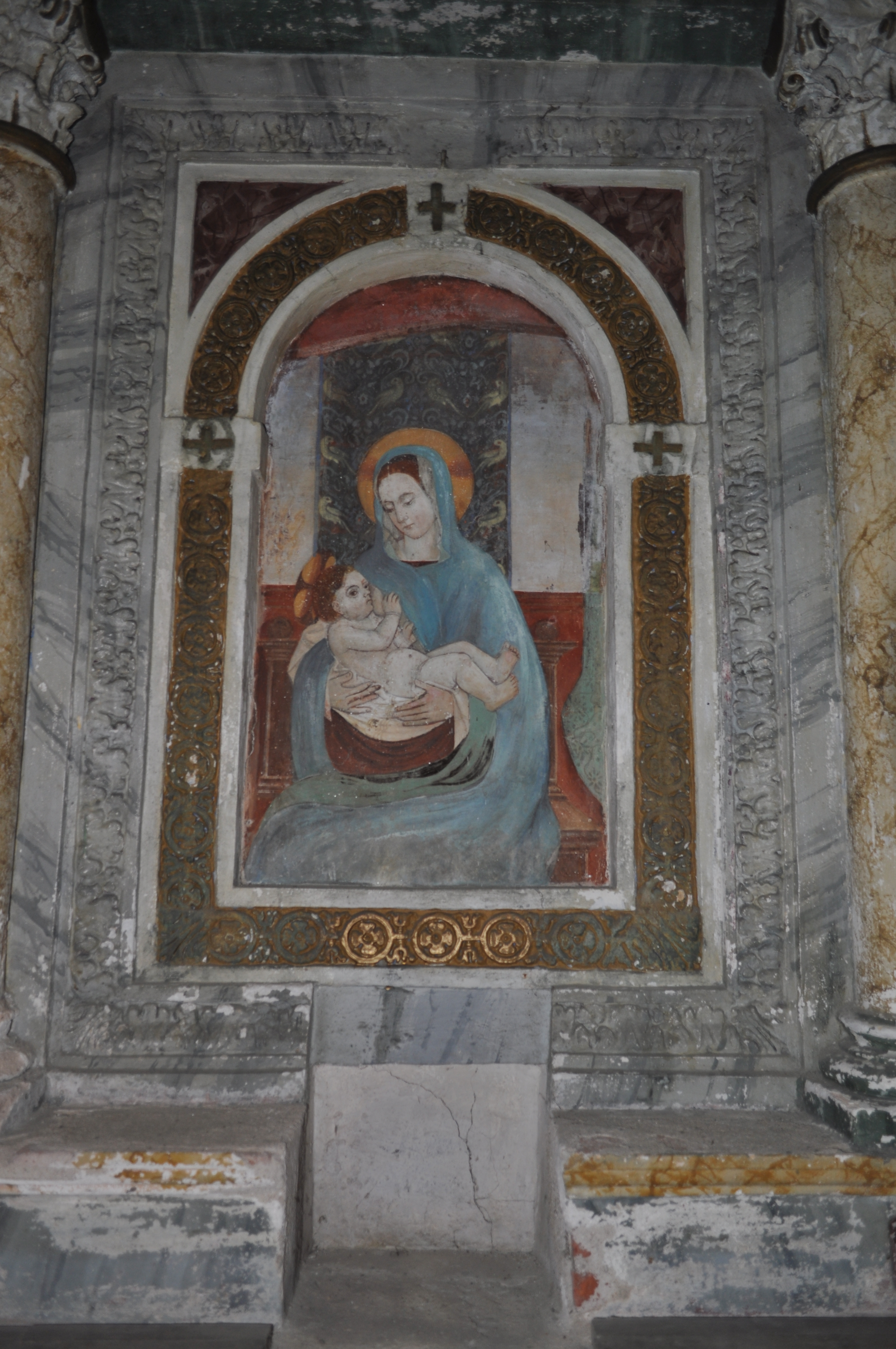
Pittura parietale
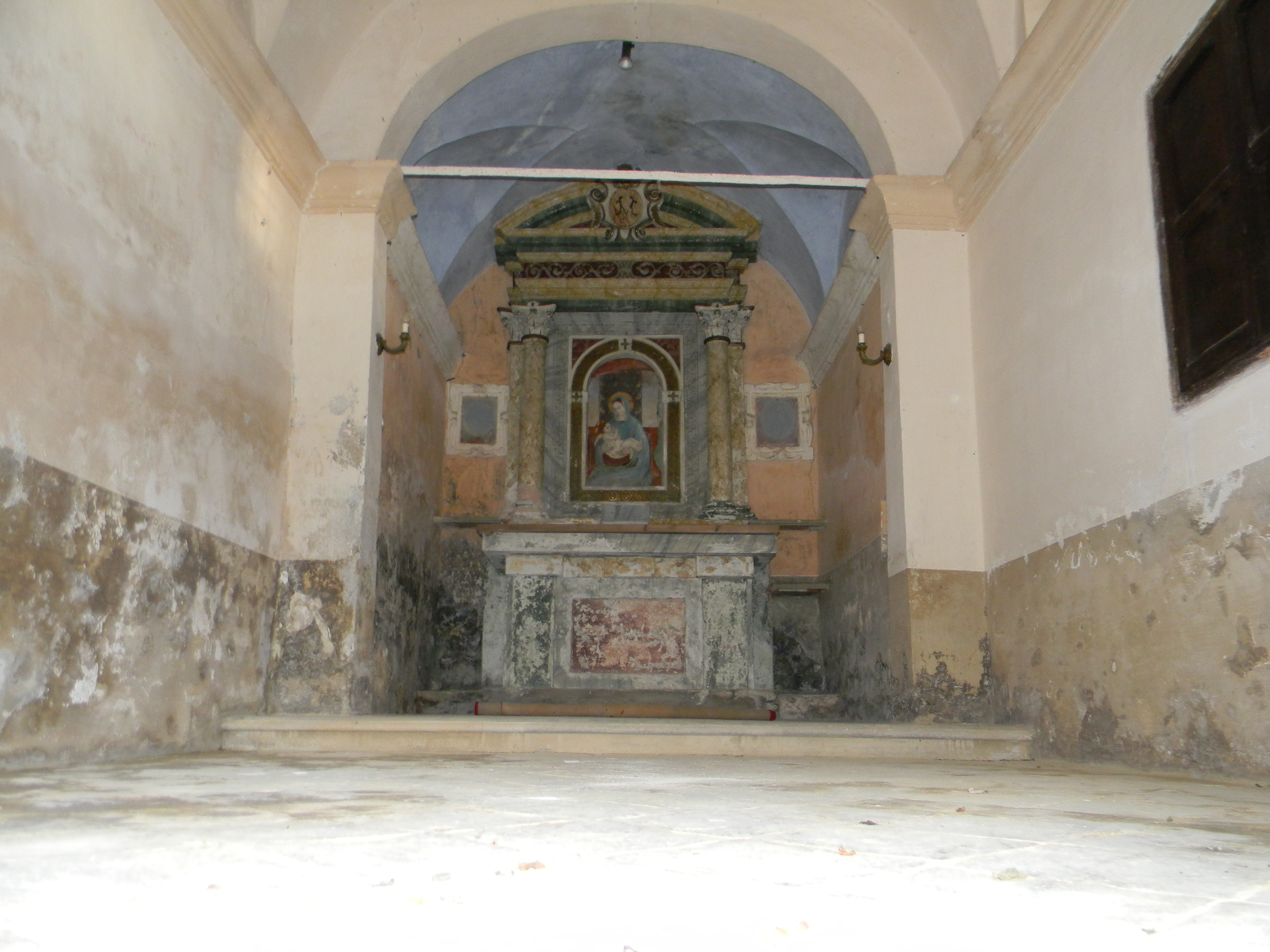
Panoramica stato conservazione

## Società

### Evoluzione demografica
Abitanti censiti

## Infrastrutture e trasporti
Camburzano disponeva di una fermata denominata Cambursano-Graglia, posta lungo la ferrovia Biella-Mongrando, attiva fra il 1891 e il 1951 e trasformata in tranvia nel 1922.

## Amministrazione

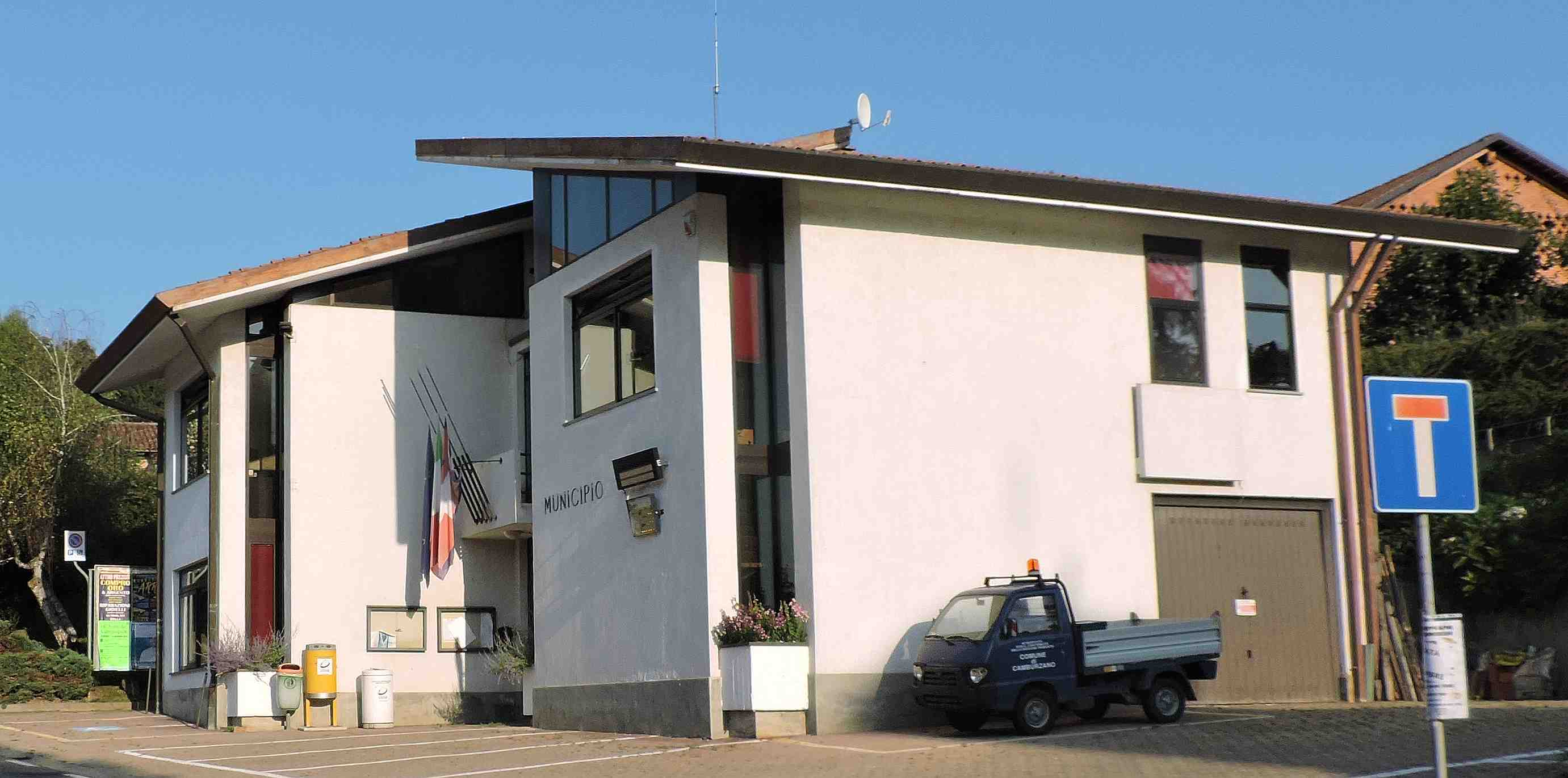
Il municipio

Di seguito è presentata una tabella relativa alle amministrazioni che si sono succedute in questo comune.
| Periodo        | Periodo        | Primo cittadino     | Partito                       | Carica  | Note  |
| -------------- | -------------- | ------------------- | ----------------------------- | ------- | ----- |
| 24 aprile 1995 | 14 giugno 1999 | Bruno Maffiotti     | lista civica                  | Sindaco | [ 8 ] |
| 14 giugno 1999 | 14 giugno 2004 | Bruno Maffiotti     | lista civica                  | Sindaco | [ 8 ] |
| 14 giugno 2004 | 8 giugno 2009  | Mario Leo Maffiotti | lista civica                  | Sindaco | [ 8 ] |
| 8 giugno 2009  | 25 maggio 2014 | Mario Leo Maffiotti | lista civica                  | Sindaco | [ 8 ] |
| 10 giugno 2014 | 27 maggio 2019 | Elena Pesole        | lista civica Camburzano unita | Sindaco | [ 8 ] |
| 27 maggio 2019 | in carica      | Luca Menegon        | lista civica Camburzano unita | Sindaco | [ 8 ] |

### Altre informazioni amministrative
Il comune apparteneva alla Comunità montana Bassa Valle Elvo, soppressa nel 2009 e confluita, insieme alla Comunità montana Alta Valle Elvo, nella Comunità montana Valle dell'Elvo.